# 佐目毛

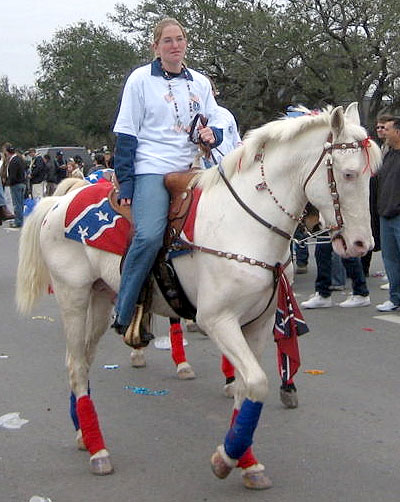
Cremello

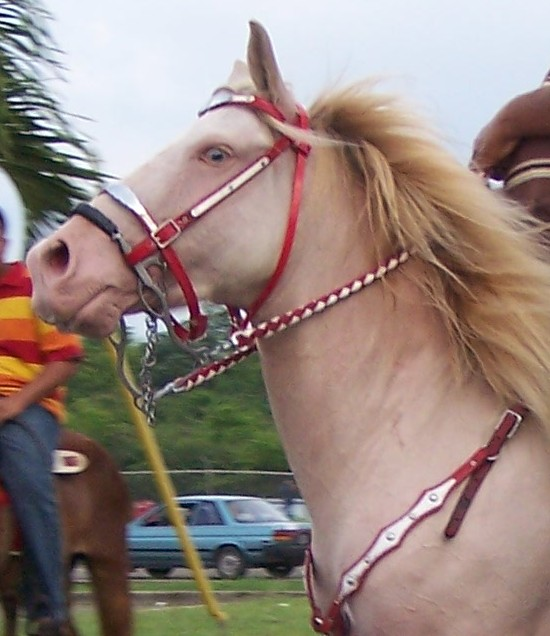
Perlino

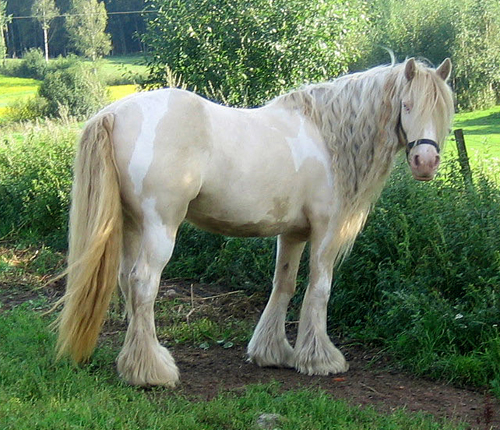
Smoky Cream（ぶち毛が混じっている）

佐目毛（さめげ、英: double dilutes、羅: gilvus）とは、変異型MATP遺伝子（クリーム様希釈遺伝子）をホモで持つ馬が発現する毛色である。英語では原毛色によりCremello, Perlino, Smoky Creamに分けられるが、日本語ではこれらを区別することは稀（それぞれ栗佐目毛　鹿佐目毛、青佐目毛）で、全て佐目毛として扱う場合が多い。
なお、MATPの変異は、ヒトにおける眼皮膚白皮症IV型（アルビノOCA4）の原因になるが、同時に肌の白さにも関連がある。佐目毛は極端にメラニンが不足しているわけではなく、多様性の範囲内と捉えられ、一般的にアルビノとは考えられていない。アルビノに合併する視力障害も伴わない。

## 特徴
原毛色により異なるが、基本的にピンク色の肌と青または灰色の目、白から象牙色の被毛及び長毛が特徴である。Cremello（原毛色が栗毛）の個体は非常に白く見え、やや長毛がクリーム色を帯びている他は白毛との区別がつかない場合がある。Perlino（原毛色が鹿毛）の場合はやや赤みを帯び、Smoky Cream（原毛色が青毛）の場合はより象牙色に近づく。
白毛との区別は難しい場合もある。一般的には、クリーム色の毛を持つのが佐目毛、目が茶～黒なのが白毛だが、白い毛の佐目毛と目が青目の白毛もいる。ただ、佐目毛の方が目の色はより薄く、白毛は有色毛の刺毛を持つ場合が多い。
発生頻度は何れの品種でも極めて稀。クォーターホースに比較多く、日本でも北海道和種で現れる。その希少性から吉兆とされ、神社に奉納されることもあった。日本国内のサラブレッドの遺伝子プール内には、原因となるクリーム様希釈遺伝子が存在しないため現れないが、イギリスではサラブレッド黎明期の18世紀初頭に存在した。近年アメリカ合衆国では、月毛のサラブレッドを用いて佐目毛の生産も行われている。

## 原因
佐目毛は、白毛などと異なりメラニン細胞の数は通常の馬と同じである。また、眼皮膚白皮症I型（一般に認知されているアルビノ）と異なり、メラニン合成系に必須のチロシナーゼ活性も正常である。
佐目毛の色の薄さは、メラニン細胞や網膜色素上皮細胞内でメラニン合成を担う細胞小器官メラノソームの形成が不全なため、メラニンが十分に合成できないことにより起こっている。これは、メラノソーム膜表面で働く蛋白質と考えられているMATP（21番染色体に存在する膜関連輸送蛋白質の一種）の変異により引き起こされている。佐目毛のMATPは、野生型と比べ457番目のグリシンがアラニンに置き換わっており、クリーム様希釈遺伝子と呼ばれている。
このクリーム様希釈遺伝子の作用はメラノソーム形成に影響を与え、メラニンの希釈を行うことだが、ヘテロとホモで作用は異なる。ヘテロで持つと、フェオメラニンが希釈され、原毛色により河原毛・月毛・Smoky Black（日本語では河原毛と区別しない）になる。一方、ホモで持つと、エウメラニン、フェオメラニンともに強く希釈され、佐目毛になる。
なお、白毛遺伝子に対しては劣性だが、佐目毛遺伝子を持つ白毛は、刺毛も白くなるためより白くなる。また、目は確実に佐目（薄い青い目）となる。芦毛遺伝子と共存する場合、佐目毛を若干薄暗くした感じに見える。